# Monumento a Filippo Carcano
Il monumento a Filippo Carcano è una scultura in marmo di Carrara posta nei giardini pubblici di Milano.

## Descrizione
La statua di Filippo Carcano fu realizzata dallo scultore Egidio Boninsegna e fu inaugurata l'8 settembre 1916 alla presenza di Francesco Ruffini, ministro della Pubblica Istruzione.
Sul fronte la scritta dettata da Guido Marangoni: «A Filippo Carcano / nella moderna pittura lombarda / rinnovatore del paesaggio / amici ammiratori discepoli / auspice il comune / 1915».

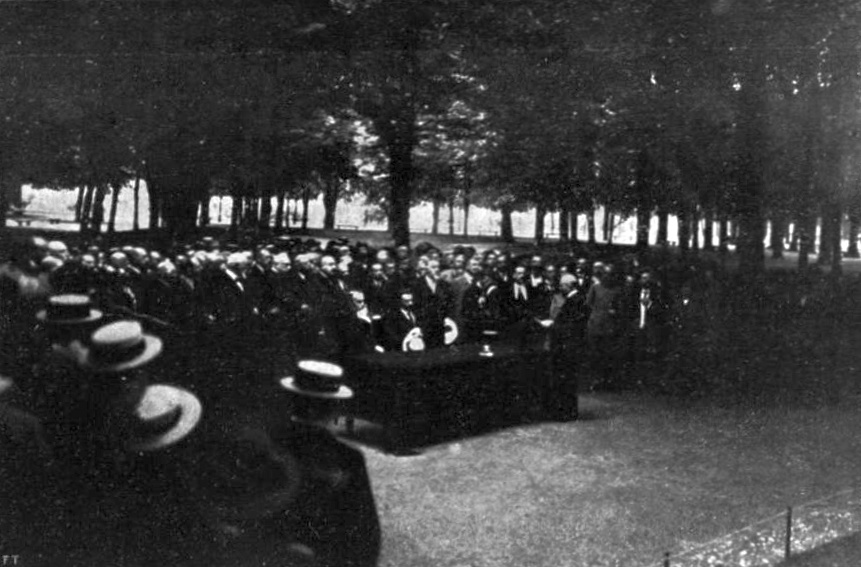
L'inaugurazione